# Лівобережне повстання 1687
Лівобережне повстання 1687 — стихійний народний, християнський і козацький рух проти пануючих верств суспільства в Народній, Козацькій і Гетьманській Україні, на історичному Задніпров'ї (Лівобережжя).

## Опис
Моментом початку і приводом до непокори старшинській і гетьманській владі стало зміщення з посади керівника Гетьманської України Івана Самойловича.
Ініціаторами повстання стали служиві козаки, які самовільно полишили Гетьманське Військо в липні 1687 під час повернення з походу на Крим (див. Кримські походи 1687 і 1689).
Рух поширився на такі полки як Переяславський, Гадяцький, Прилуцький, Стародубський, Лубенський, Миргородський та Чернігівський.
Супроводжувався захопленням власності козацької старшини, купців, крамарів, орендарів, руйнуванням їхніх маєтків, грабунками церковної власності.
З обранням на гетьманство Івана Мазепи старшинська влада вжила негайних заходів для припинення непослуху. У полки надійшли накази ловити повсталих, ув'язнювати їх та розслідувати їхні дії, а також було розіслано гетьманський універсал щодо необхідності розбору скарг потерпілих у суд. порядку. Водночас, за свідченням Літопису Самовидця, було дане розпорядження щодо припинення дії оренди на винокуріння.
Невдовзі повстання було жорстоко придушене силами українських, гетьманських та російських, царських військ. Схоплених учасників повстання допитували, найбільш активних страчували, інших піддали тілесним покаранням, у частини з них було конфісковане майно.